# Morgan York
Morgan York est une actrice américaine née le 18 janvier 1993 à Burbank, Californie (États-Unis).

## Filmographie

### Télévision
- 2004 : Life with Bonnie (série télévisée)
- 2006 - 2011 : Hannah Montana (série télévisée) : Sarah

### Cinéma
- 2003 : The Vest : Extra
- 2003 : Treize à la douzaine (Cheaper by the Dozen) : Kim Baker
- 2005 : Baby-Sittor (The Pacifier) : Lulu Plummer
- 2005 : Treize à la douzaine 2 (Cheaper by the Dozen 2) : Kim Baker